# Johann Ernst Stampe
Johann Ernst Stampe (* 26. August 1808 in Braunsberg; † nach 1852) war ein deutscher Rittergutsbesitzer und Parlamentarier.

## Leben
Johann Ernst Stampe war Sohn des Kommerzienrats Simon Stampe. Nach dem Besuch des Gymnasiums in Braunsberg studierte er ab 1826 Rechtswissenschaften und Kameralia an der Rheinischen Friedrich-Wilhelms-Universität Königsberg, der Albertus-Universität Königsberg und der Eberhard Karls Universität Tübingen. 1829 wurde er Mitglied des Corps Borussia Bonn. 1844 wurde er Rittergutsbesitzer in Turze.
Stampe wurde 1852 als Abgeordneter des Wahlkreises Danzig 4 in das Preußische Abgeordnetenhaus gewählt. Am 3. Dezember 1852 verlor er sein Mandat durch Ungültigkeitserklärung. Seine Fraktionszugehörigkeit ist nicht überliefert.